# Faldgruben
Faldgruben er en dansk stum melodramafilm fra 1909 produceret af Biorama. Filmen er baseret på Emile Zolas roman Mukkerten (fransk: l'Assomoir). Bearbejdning, iscenesættelse og instruktion er foretaget af Emanuel Tvede. Filmens dekorationer er malet af Jørgen Lund, der også medvirkede i filmen.
Faldgruben var med en spilletid på over en halv time den på det tidspunkt længste producerede danske film. 
Filmen havde premiere den 20. maj 1909 i Edison Biograf på hjørnet af Frederiksberg Allé og Værnedamsvej på Frederiksberg, der netop under nye ejere var genåbnet. Filmen blev vist med start hvert kvarter fra kl. 16 til kl. 23 og var en stor publikumssucces.

## Handling
Blikkenslageren Coupeau møder den skønne Gervaise, vel vidende at hun er kæreste med hans ven Lantier, Coupeau begynder at flirte med hende. Slyngelen Lantier er for nylig blevet forelsket i den smukke Virginie ...

## Medvirkende
- Kate Fabian som Gervaise
- Emilie Sannom som Virginie
- Jørgen Lund (skuespiller) som Coupeau
- Emanuel Tvede som Lantier
- Valdemar Schiøler Linck som Blegnæb
- Carl Johan Lundqvist som Vært i "Faldgruben"
- Carl Hintz som Fader Loriot
- Oscar Stribolt som Røde Bibi
- Hr. Andreasen	som Charles, karl i vaskeriet
- O. Poulsen som Fattiglægen

## Reflist
1. ↑  Filmen på DFI.dk
2. 1 2 3  Edison Biograf på biografmuseet, biomus.dk
3. 1 2  Filmprogram på dfi.dk]